# Grand Prix Mazda Schelkens
Der Grand Prix Mazda Schelkens ist ein Straßenradrennen im Frauenradsport in Belgien.
Das Eintagesrennen wurde erstmals im Jahr 2022 ausgetragen.  Das Rennen war in den beiden ersten Jahren in die Kategorie 1.2 eingestuft, seit 2024 gehört es zur Kategorie 1.1. Die Strecke führt auf flachem Kurs in mehreren Runden durch die Gemeinde Borsbeek in der Provinz Antwerpen.

## Palmarès
| Jahr | Sieger          | Zweiter        | Dritter           |
| ---- | --------------- | -------------- | ----------------- |
| 2022 | Danique Braam   | Marith Vanhove | Marthe Truyen     |
| 2023 | Dina Scavone    | Marthe Truyen  | Katrijn De Clercq |
| 2024 | Martina Fidanza | Daria Pikulik  | Sara Fiorin       |
| 2025 |                 |                |                   |